# Wikipédia en ingouche
Wikipédia en ingouche (en ingouche : ГӀалгӀай Википеди [Ghalghaj Vikipedi]) est l’édition de Wikipédia en ingouche, langue caucasienne parlée en Ingouchie,  en Russie. L'édition est lancée en 18 avril 2018,,,. Son code est : inh.
Au 21 mars 2025, l'édition en ingouche contient 2 393 articles et compte 5 241 contributeurs, dont 14 contributeurs actifs et 2 administrateurs.

## Présentation

Aire de diffusion de l'ingouche au sein des langues nakho-daghestaniennes.

## Statistiques
- Le 4 novembre 2022, l'édition en ingouche contient 2 109 articles et compte 3 442 contributeurs, dont 12 contributeurs actifs et 2 administrateurs.
- Le 3 octobre 2024, elle contient 2 157 articles et compte 4 884 contributeurs, dont 23 contributeurs actifs et 2 administrateurs.